# Meiothecium prunicola
Meiothecium prunicola är en bladmossart som beskrevs av Pierre Tixier 1970 [1971. Meiothecium prunicola ingår i släktet Meiothecium och familjen Sematophyllaceae. Inga underarter finns listade i Catalogue of Life.